# Дом связи (Екатеринбург)
Дом связи (здание главпочтамта) — здание, расположенное в Екатеринбурге, на проспекте Ленина, дом 39, и построенное в 1933 году архитекторами К. И. Соломоновым и В. Д. Соколовым. Здание выполнено в форме конструктивизма 1930-х годов. У входа в здание Главпочтамта вмонтирована круглая рельефная бронзовая плита, символизирующая нулевой километр.

## Архитектура
По проекту административное здание в деловом центре Свердловска расположено на площади Труда (Екатерининская площадь), на пересечении улиц Толмачёва и Пушкина.
Пяти-шестиэтажное здание с П-образным формой имеет со стороны улицы Толмачёва внутренний двор. Здание имеет выраженный угловой акцент на площадь Труда и является архитектурной доминантой площади Труда. Здание с отступом от красной линии проспекта Ленина, главный вход которого выходит на этот проспект. Главный вход выделен вертикалью лестничной клетки с ленточным остеклением, и горизонталью массивного козырька, переходящего на западный фасад, и высоким крыльцом. Западный фасад здания асимметричен: двухчастный, с массивным ризалитом справа, геометрической композицией расположения окон, с равномерными рядами окон. Массивный козырёк с ризалитом определяет входы в первый и цокольный этажи. Один из входов вёл в радиотеатр, рассчитанный на 600 мест. Театр по проекту должен был занимать весь квартал до Почтового переулка. Но до реализации проект не дошёл.
Восточный фасад образует двор-каре, выходящий на улицу Толмачёва, и имеющий стену ограждения с въездными воротами. Фасад, образующий двор, имеет поэтажные ряды горизонтальных окон с характерным рисунком переплётов. Здание с плоской кровлей. В цокольном и подвальном этажах расположены технические и хозяйственные помещения, на первом и втором этажах — залы для обслуживания посетителей, на третьем—пятом этажах — производственные, административные, культурно-просветительские помещения, на шестом этаже находились радиостудии. Поэтажные планы здания отличаются разной высотой, а некоторые помещения расположены в двух уровнях.
Здание представляло собой образец крупного общественно-производственного здания 1930-х годов в формах конструктивизма.

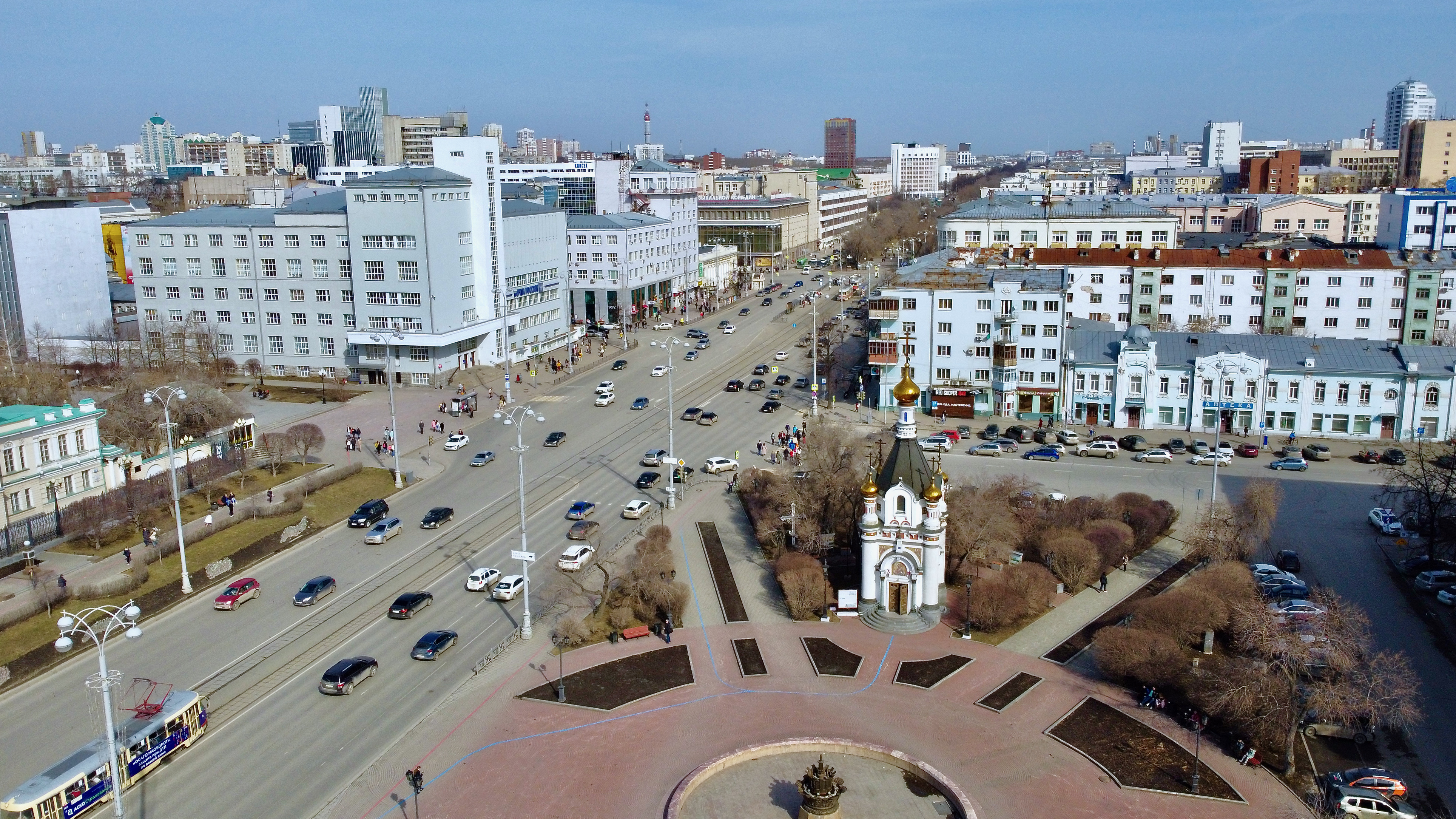
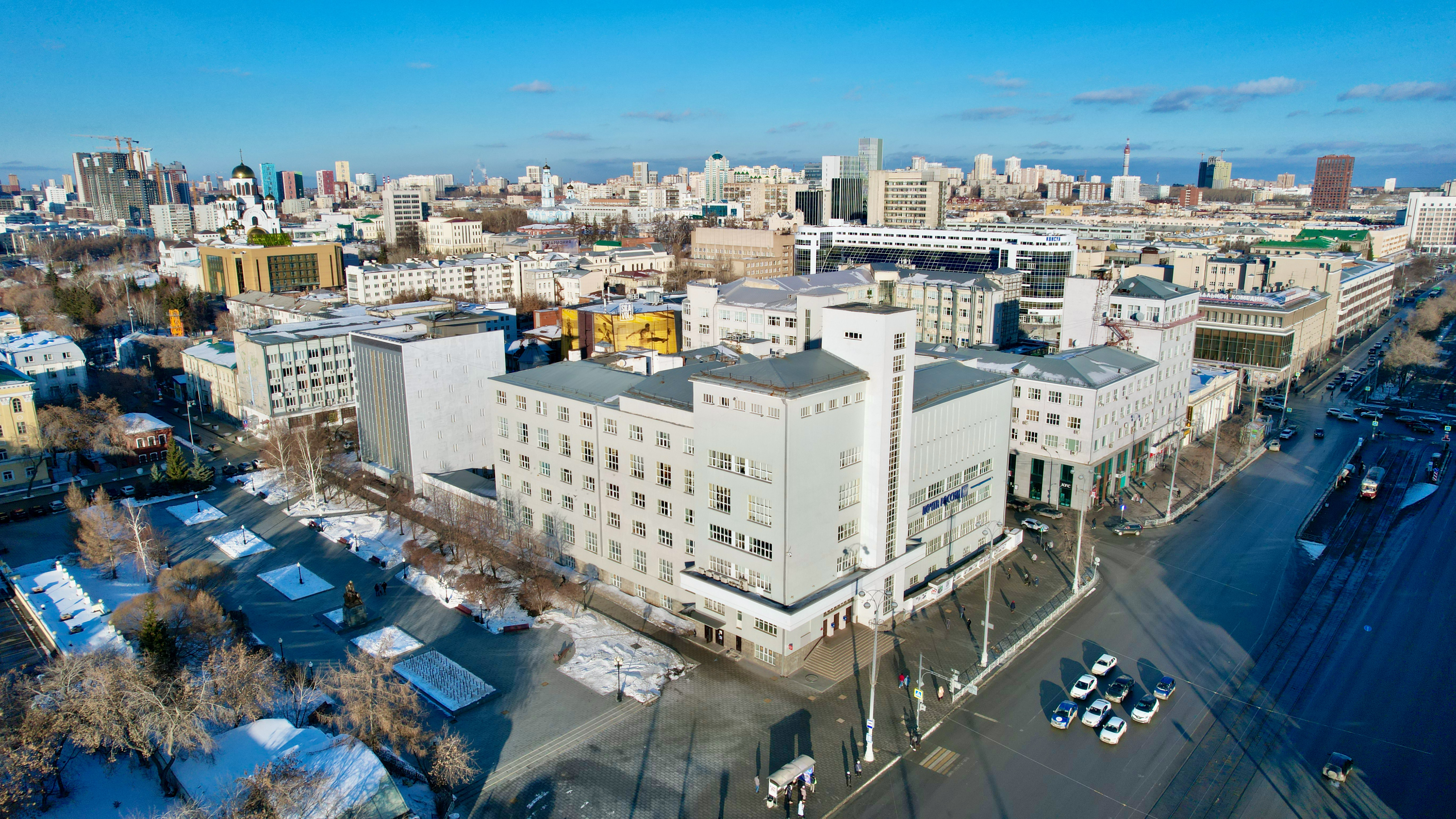
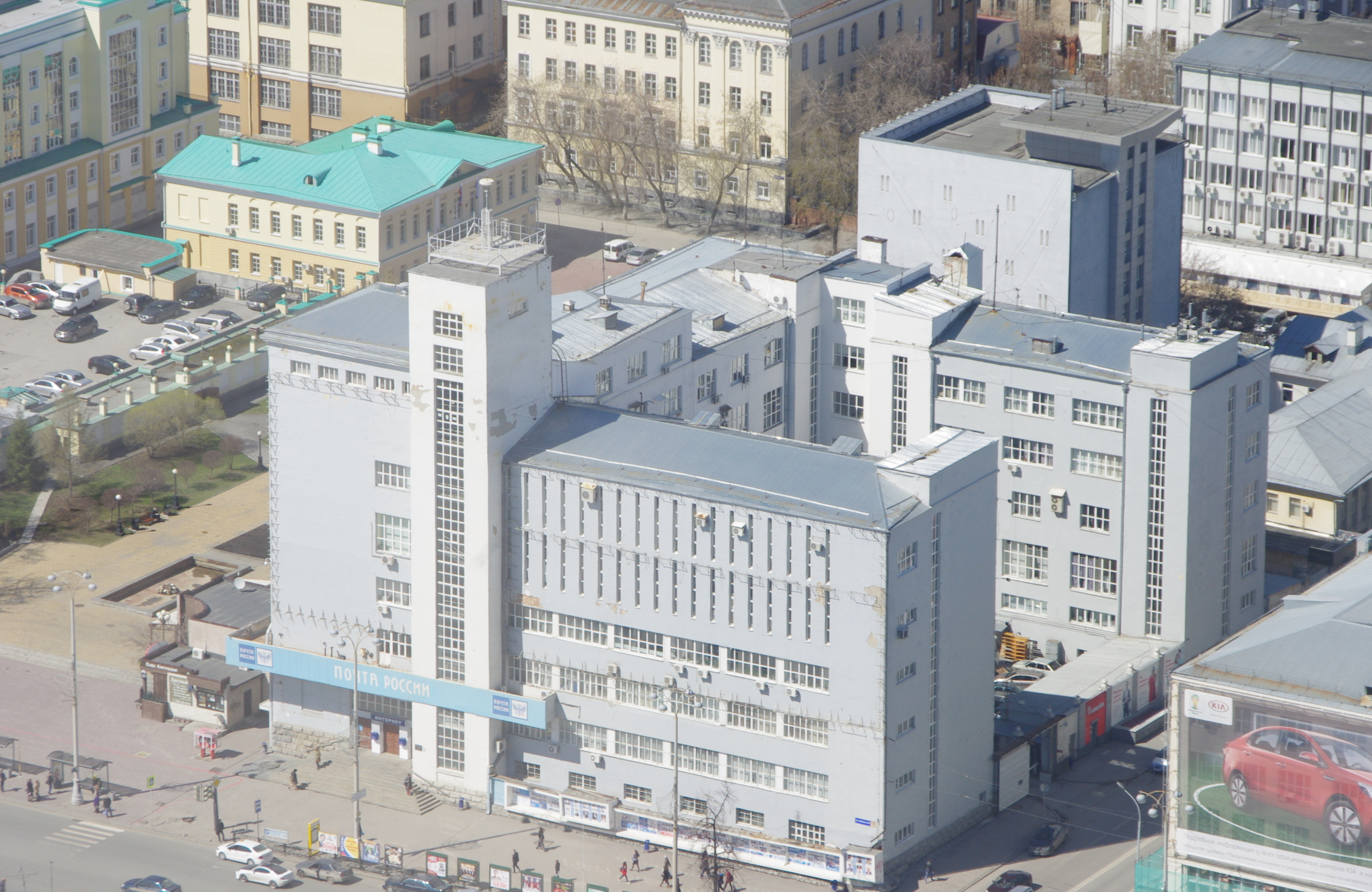
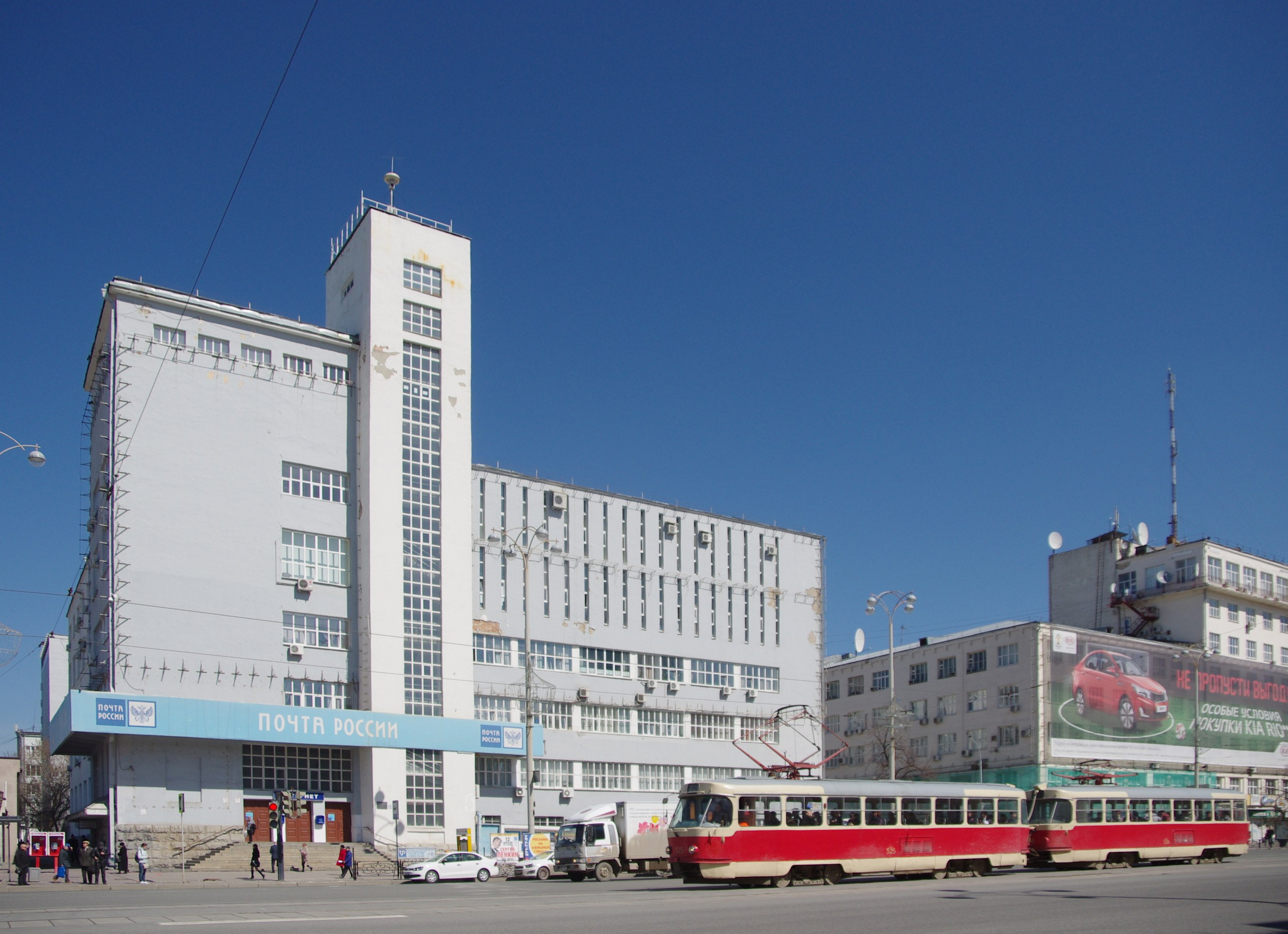
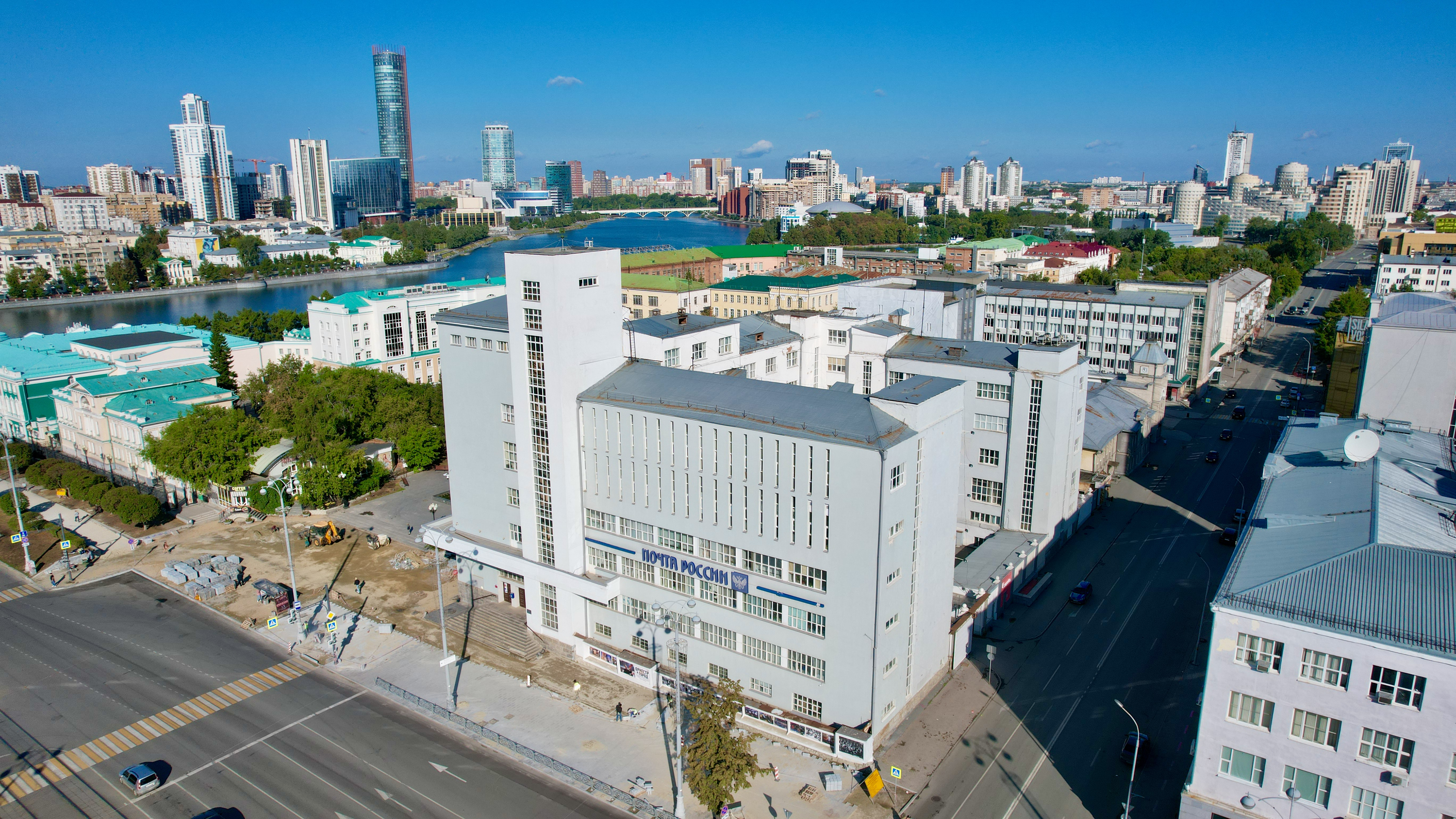
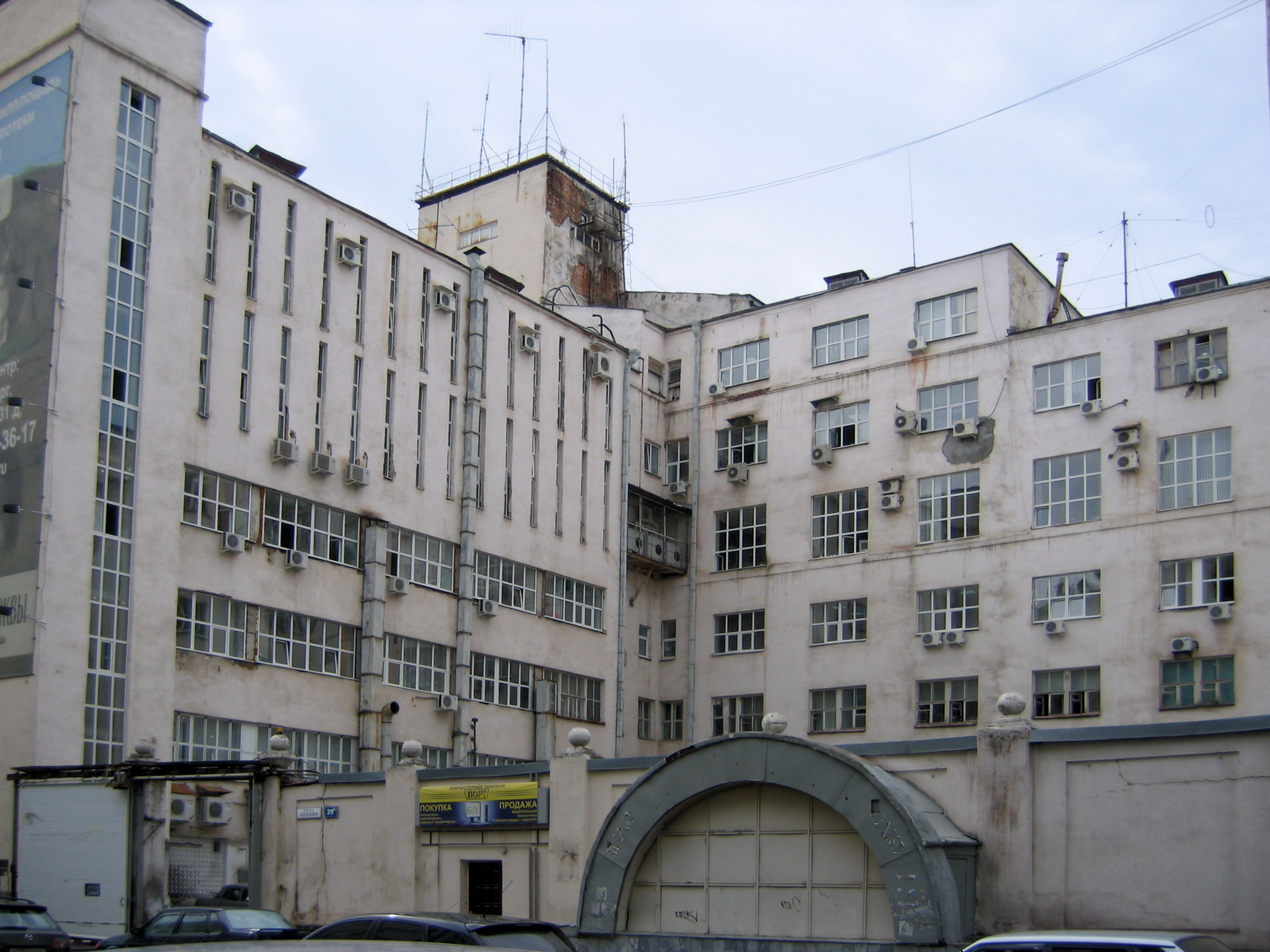